# Superficie di attacco
La superficie di attacco (attack surface) di un sistema è quella parte del sistema stesso che può essere esposta ad accesso o a modifiche di utenti non autorizzati. Il termine viene utilizzato principalmente in informatica. Tanto maggiore è la superficie, tanto più il sistema è vulnerabile.
In questo concetto vengono inclusi:
- gli input forniti da un utente
- i protocolli
- le interfacce del sistema
- i servizi (es. le porte di rete)

Un approccio alla sicurezza informatica è di ridurre la superficie di attacco, rendendo il sistema o il software più difficile da attaccare. Questo approccio non è molto efficace nel limitare i danni che un attaccante può fare nel momento in cui trova una vulnerabilità, ma riduce comunque la possibilità di trovarne una.

## Un esempio nelle reti IP
Se un server deve fornire due servizi (per esempio HTTP e FTP) tutte le altre porte del sistema devono essere chiuse. Se fosse presente anche un software di mail server, questo andrebbe eliminato perché potrebbe essere sfruttato da un attaccante per tentare di violare il sistema. L'eliminazione di questo servizio non necessario riduce la superficie di attacco.